# Borgo San Giacomo
Borgo San Giacomo (bis 1863 Gabbiano) ist eine norditalienische Gemeinde (comune) mit 5520 Einwohnern (Stand 31. Dezember 2023) in der Provinz Brescia in der Lombardei. Die Gemeinde liegt etwa 29,5 Kilometer südwestlich von Brescia im Parco dell'Oglio Nord und grenzt unmittelbar an die Provinz Cremona. Die südliche Gemeindegrenze bildet der Oglio. 

## Geschichte
1485 wurde die Festungsanlage, das Castello Martinengo, im Ortsteil Padernello errichtet. 1927 wurden der Gemeinde Borgo San Giacomo die heutigen Ortsteile und damals eigenständigen Gemeinden Acqualungo, Farfengo, Motella und Padernello angeschlossen. 